# 大村市立東大村小学校
大村市立東大村小学校（おおむらしりつ ひがしおおむらしょうがっこう、Omura City Higashiomura Elementary School）は、長崎県大村市東大村二丁目にある公立小学校。

## 概要
歴史
1946年（昭和21年）に大村市大村国民学校（現・大村市立大村小学校）の分教場（分校）として創立。1959年（昭和34年）に「大村市立東大村小学校」として独立した。
校区
東大村一丁目・二丁目。中学校区は大村市立大村中学校。
校歌
作詞は福田清人、作曲は伊藤英一による。3番まであり、各番に校名の「東」が登場する。

## 沿革
- 1946年（昭和21年）
  - 3月25日 - 設置が認可される。
  - 4月1日 - 「大村市大村国民学校大多武[1]分教場」が設置される。
  - 5月5日 - 徳泉川内郷椎池の辻に校舎が完成。
  - 5月15日 - 授業を開始。
- 1947年（昭和22年）4月1日 - 学制改革（六・三制の実施）により、「大村市立大村小学校大多武分校」に改称。
- 1952年（昭和27年）8月 - 横山頭・大多武・松尾開拓地の入植者が増加したため児童数も増加。これにより教室が狭くなったため、徳泉川内郷中山谷に移転。
- 1956年（昭和31年）4月 - 1～6年生まで全学年を収容する。
- 1958年（昭和33年）9月 - 運動場を拡張。
- 1959年（昭和34年）4月1日 - 大村市立大村小学校から分離し、「大村市立東大村小学校」として独立。初代校長は指方誠。
  - 独立当初の児童数は128名、学級数は6、教員は8名。
- 1971年（昭和46年）9月 - プールが完成。
- 1976年（昭和51年）4月 - 給食が新設の南部地区学校給食共同調理場で調理されることになる。
- 1983年（昭和58年）2月 - 鉄筋コンクリート造3階建ての校舎が完成。
- 1984年（昭和59年）3月 - 体育館が完成。
- 2006年（平成18年）4月 - 大村市立の小中学校で二学期制が導入される。
- 2010年（平成22年）3月 - 太陽光発電設備が設置される。
- 2013年（平成25年）8月 - 大村市内の学校給食共同調理場が統合され、大村市小学校給食センターが新設される。
  - これにより、市立小学校すべての給食が1ヶ所で調理されることとなった。

## アクセス
最寄りのバス停
長崎県営バス（大村市内線）公民館前

## 参考資料
- 大村市の教育 平成25年度 (PDF)  - 大村市ウェブサイト
- 「大村市史 下巻」（1961年（昭和36年）2月11日発行、大村市役所）

## 関連事項
- 長崎県小学校一覧